# Vincent Haegele
Vincent Haegele (né le 20 juillet 1982 à Mulhouse) est un conservateur de bibliothèque et historien français. Il est directeur de la bibliothèque de Versailles.

## Biographie
Vincent Haegele naît le 20 juillet 1982 à Mulhouse.
Il sort diplômé archiviste paléographe de l'École nationale des chartes dans la promotion 2006 avec une thèse consacrée à Joseph Bonaparte. Il est en particulier l'éditeur scientifique de la correspondance de Joseph et de son frère Napoléon (Napoléon et Joseph Bonaparte : correspondance intégrale, 1784-1818) aux éditions Tallandier en 2007.
Passé ensuite par l'École nationale supérieure des sciences de l'information et des bibliothèques, il rejoint en 2008 le corps des conservateurs des bibliothèques à la suite de son mémoire d'étude d'avril.
Il est affecté à l'université d'Amiens puis, en 2012, aux bibliothèques de Compiègne et, début 2017, à celles de la ville de Versailles.
Il publie en 2010 une étude sur Napoléon et Joseph Bonaparte : le pouvoir et l'ambition, également chez Tallandier, qui lui vaut le prix Premier-Empire de la fondation Napoléon. Il poursuit par ailleurs des recherches sur la réorganisation du ministère de la guerre par le général Henri Jacques Guillaume Clarke.
Parallèlement à ses activités d'historien et de conservateur, Vincent Haegele poursuit un travail de compositeur — il remporte notamment le concours de l'Orchestre universitaire de Strasbourg en 2008 — et de critique musical,.
Par ailleurs, il anime des conférences à la Société historique de Compiègne. En 2015, il découvre un manuscrit ancien datant de 1598, qui sera présenté au public comme le Trésor du cellier : c'est une charte d'anoblissement de l'empereur Rodolphe II de Habsbourg, portant encore le sceau impérial, fait très rare.
En 2011, il est élu membre titulaire de l'Académie des sciences, des lettres et des arts d'Amiens et depuis 2017, membre associé de l'Académie des sciences morales, des lettres et des arts de Versailles.

## Télévision
En 2017, il participe à l'émission Secrets d'Histoire consacrée à Caroline Bonaparte, intitulée Caroline, née Bonaparte, épouse Murat, diffusée le 27 juillet 2017 sur France 2.

## Distinctions
- Prix des Empires Prince Joachim Murat pour Vienne sous le soleil d'Austerlitz[16]

## Publications
- Éd. de Napoléon et Joseph Bonaparte : correspondance intégrale, 1784-1818, Paris, Tallandier, coll. « Bibliothèque napoléonienne », 2007, XLIV + 895 (ISBN 978-2-84734-465-3)[17].
- Napoléon et Joseph Bonaparte : le pouvoir et l'ambition  (préf. Patricia Tyson Troud), Paris, Tallandier, coll. « Bibliothèque napoléonienne », 2010, 638 p. (ISBN 978-2-84734-464-6).
- Murat : la solitude du cavalier, Paris, Perrin, 2015, 795 p. (ISBN 978-2-262-03927-1)[18].
- Bernard Herrmann, un génie de la musique de films, Paris, Minerve, 2016, 196 p. (ISBN 978-2-86931-142-8)[19].
- Napoléon et les siens : un système de famille, Paris, Perrin, 2018, 450 p. (ISBN 978-2-262-06443-3).
- Des hommes d'honneur : trois destins d'Ancien Régime, Paris, Passés Composés, 2019  (ISBN 978-2-3793-3057-5).
- Révolution impériale : l'Europe des Bonaparte (1789-1815), Paris, Passés Composés, 2021, 594 p. (ISBN 978-2-37933-146-6)
- Traîtres : Nouvelle histoire de l'infamie, Paris, Passés Composés, 2023, 272 p. (ISBN 978-2-37933-563-1)
- Avec Nicolas Guillerat et Frédéric Bey, Infographie de l'Empire napoléonien, Paris, Passés Composés, 2023, 160 p. (ISBN 978-2-3793-3086-5)
- Vienne sous le soleil d'Austerlitz, Paris, Passés Composés, 2024, 272 p. (ISBN 978-2-3793-3947-9)